# Łobudzice (gmina)
Łobudzice – dawna gmina wiejska istniejąca w XIX wieku w guberni piotrkowskiej. Siedzibą władz gminy były Łobudzice.
Za Królestwa Polskiego gmina Łobudzice należała do powiatu piotrkowskiego w guberni piotrkowskiej
Gminę zniesiono w  1868 roku, a z jej obszaru oraz z obszaru zniesionej gminy Kociszew utworzono gminę Bujny.